# Sverige och kriget
Sverige och kriget är en svensk dokumentärserie som hade premiär på SVT1 och SVT Play den 11 maj 2025. Första säsongen består av fem avsnitt.

## Handling
Serien kretsar kring Sverige under andra världskriget. Serien bygger på bland annat mer än tusen brev, dagböcker, filmer och fotografier som svenska folket har skickat in till SVT. Liksom vid Historien om Sverige har SVT även här ett brett samarbete med hembygdsföreningar och experter.